# Mato Došen
Mato Došen (Zagreb, 25. lipnja 1953. – Zagreb, 2. travnja 2010.)  bio je hrvatski klavijaturist, pjevač, glazbeni producent, aranžer i tekstopisac.

## Životopis
Rodio se u Zagrebu 1953. godine. Glazbom se bavi od djetinjstva i mladosti. Završio je glazbenu školu. Bio je član rock grupe "Izazov" od 1977. do 1979. godine, koju je osnovao s Nenadom Zubkom. Mato Došen (57) je svojevremeno bio jedan od najtraženijih aranžera i producenata u Hrvatskoj i nekim susjednim zemljama. U brojnim pjesmama i na albuma domaćih izvođača često je bio i autor, klavijaturist te vokalist, a među pop zvijezdama s kojima je radio bili su brojni slavni izvođači.
Došen je glazbeničku karijeru započeo kao rock klavijaturist i pjevač. 
Godine 1972. osnovao je u Zagrebu funk/soul/pop grupu Hobo. Prvi veliki nastup imali su na Boom festivalu u Ljubljani 1974. godine, a njihova pjesma 'Možda jednom' objavljena je na dvostrukom live festivalskom izdanju. Zanimljivo je i da su 1975. Hobo bili predgrupa na zagrebačkom koncertu Deep Purplea. 
Objavili su jedan singl i album pod nazivom 'Hobo' (Jugoton, 1975.), na kojem je Došen bio glavni autor pjesama. Ubrzo je, međutim, rasformirao sastav i 1977. osnovao novu grupu Izazov, zajedno s basistom Nenadom Zubkom (ex Grupa 220, Time, Hobo). Prvi singl objavili su naredne godine, a s njima u studiju radili su gitarist Vedran Božić i bubnjar Piko Stančić.
U 80.-im godinama proslavio se kao aranžer. Radio je aranžmane za: Mišu Kovača, Magazin, Tomislava Ivčića, Nedu Ukraden, Olivera, Zlatka Pejakovića, Duška Lokina, Arsena Dedića, Meri Cetinić, Doris Dragović, Prljavo kazalište, Danijela Popovića, Tonyja Cetinskog, Matka Jelavića i dr. Neke od najpoznatijih pjesama za koje je radio aranžmane su: "Ako me ostaviš", "Dalmacija u mom oku", "Malo mi je jedan život s tobom", "Ti si pjesma moje duše", "Poljubi zemlju", "Rodija se sin", "Stop the war in Croatia", "Put putujem", "Nada", "Hrabri ljudi", "Sve bi seke ljubile mornare", "Došlo doba da se rastajemo", "Doris" i dr. Radio je aranžman i za pjesmu "Džuli" s kojom je Danijel Popović osvojio 4. mjesto na Euroviziji 1983. godine i za pjesmu "Željo moja" s kojom je Doris Dragović osvojila 11. mjesto na Euroviziji 1986 te bio dirigent na Pjesmi Eurovizije 1984. s pjesmom "Ćao amore" (Vlado Kalember i Izolda Barudžija - 18. mjesto). Sudjelovao je u nastanku više od 100 albuma hrvatske zabavne glazbe. Napravio je aranžmane za više od 250 pjesama. 
Pjevao je u duetu s Ljiljanom Nikolovskom (Magazin) u pjesmi "Sve je plavo" i s Nedom Ukraden u pjesmi "Samo je nebo iznad nas". Bio je prateći vokal u nekoliko pjesama Nede Ukraden i u pjesmi "Ako je život pjesma" koju izvodi Meri Cetinić.
Napisao je riječi pjesama "Penelopa" koju izvodi Gabi Novak i "Ne vjeruj pjesmi u snu" Jasne Zlokić.
U španjolskom gradu Marbelli živio je od 1988. sa suprugom Vesnom Srečković. Imao je glazbeni studio i noćni klub. Povremeno je surađivao s hrvatskim glazbenicima. Vratio se u Hrvatsku 2008. godine i ponovno radio kao glazbeni producent i aranžer. Posljednji album na kojem je radio je "Ne tražim istinu" Mate Miše Kovača.
Umro je od posljedica srčanog udara 2. travnja 2010. u Zagrebu.

## Diskografija
- 2010. - Zlatna kolekcija

## Nagrade
- 2010. - Porin za životno djelo (posmrtno)[6]

## Vanjske poveznice
- Porin.info – Dobitnici nagrada za životno djelo: Mato Došen (životopis)
- HDS ZAMP / Baza autora: Mato Došen (popis djela)
- Mato Došen na Discogsu
- Diskografija.com – Mate Došen